# La Selle-la-Forge
La Selle-la-Forge ist eine französische Gemeinde mit 1.396 Einwohnern (Stand: 1. Januar 2022) im Département Orne in der Region Normandie. Sie gehört zum Arrondissement Argentan und zum Kanton Flers-2. Die Einwohner werden Sellois genannt.

## Geografie
Die Gemeinde La Selle-la-Forge liegt etwa 51 Kilometer südsüdwestlich von Caen. Die Vère bildet die nördliche Gemeindegrenze. Umgeben wird La Selle-la-Forge von den Nachbargemeinden Flers im Westen und Norden, Ronfeugerai im Nordosten, Landigou im Osten sowie Messei im Süden.

## Bevölkerungsentwicklung
| Jahr                       | 1962 | 1968 | 1975 | 1982 | 1990 | 1999 | 2006 | 2013 | 2021 |
| Einwohner                  | 751  | 929  | 1014 | 1167 | 1330 | 1277 | 1286 | 1432 | 1423 |
| Quellen: Cassini und INSEE |      |      |      |      |      |      |      |      |      |

## Sehenswürdigkeiten
- Kirche Saint-Sauveur, Ende des 19., Anfang des 20. Jahrhunderts erbaut

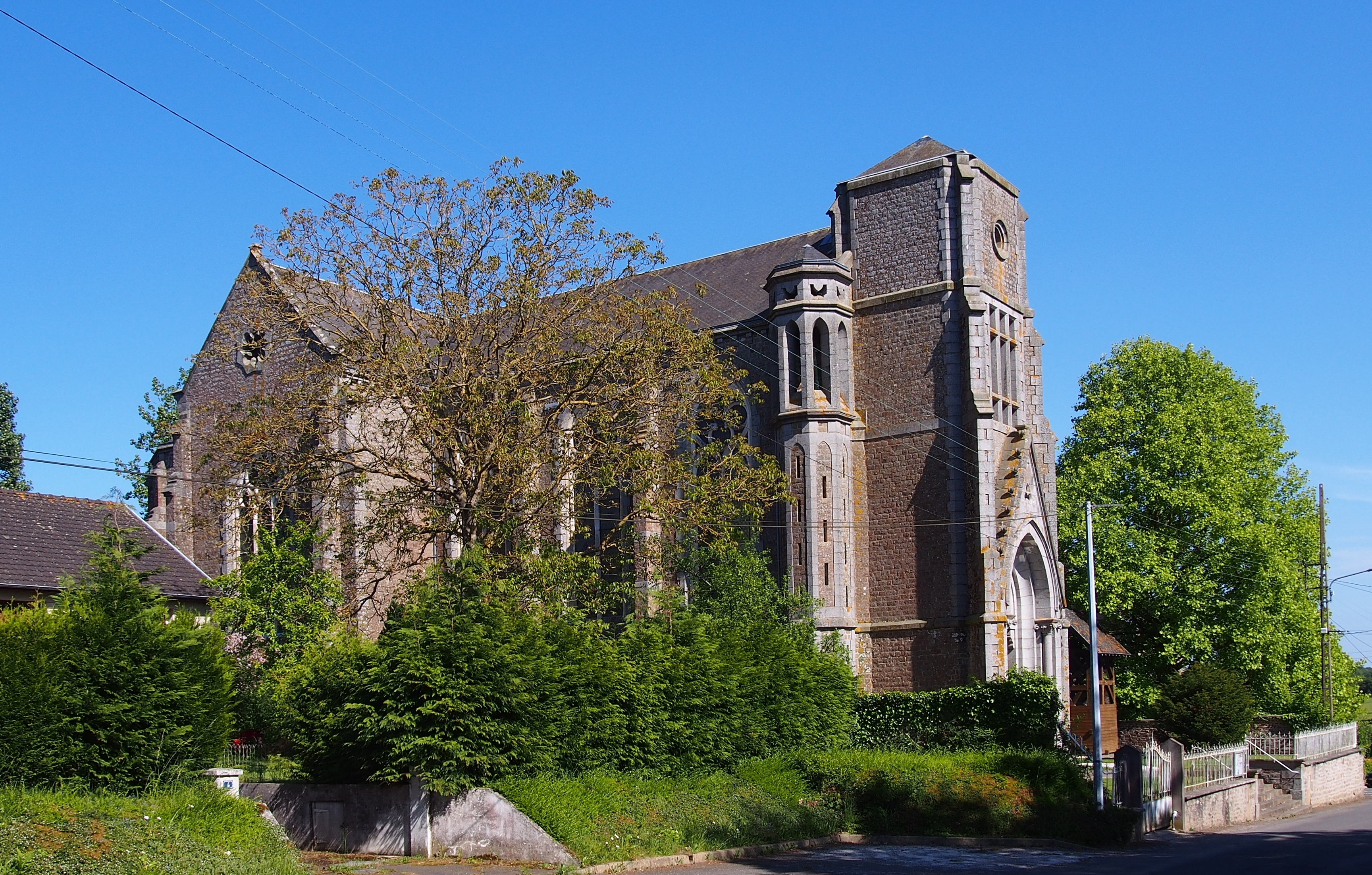
Kirche Saint-Sauveur